# Sun Is Shining
Sun Is Shining (englisch für „Die Sonne scheint“) ist ein Lied des jamaikanischen Reggae-Sängers Bob Marley und seiner Band The Wailers. Das Stück erschien erstmals auf seinem zweiten Studioalbum Soul Revolution Part II.

## Entstehung und Veröffentlichung
Sun Is Shining wurde von Marley selbst geschrieben. Er schrieb das Stück im Jahr 1967, nach dem er von Kingston zurück nach Saint Ann Parish zog, um dort ländlich zu wohnen sowie Weißkohl und Yams anzubauen.
Die Produktion stammt vom jamaikanischen Musikproduzenten Lee Perry. Als Toningenieur während der Aufnahme fungierte der Jamaikaner Errol Thompson. Die Aufnahme erfolgte in Randy’s Studio, dem Aufnahmestudio von Vincent Chin, in Kingston.
Da er gerade finanzielle Schwierigkeiten mit seiner Hausband The Upsetters auszufechten hatte, engagierte Perry für die Aufnahme die damals noch relativ unbekannte Studioband von Bunny Lee, The Soul Syndicate. Sun Is Shining war die erste Zusammenarbeit zwischen Perry und dem Soul Syndicate. Es folgte eine Instrumentalversion von Duppy Conqueror, die schließlich als Basistrack zu Mr. Brown diente, da die Upsetters eine gefälligere Version („Version 4“) einspielten. Das Soul Syndicate bestand aus Carlton „Santa“ Davis (Schlagzeug), George „Fully“ Fullwood (E-Bass), Tony Chin (Rhythmusgitarre) und Cleon Douglas bzw. Earl „Chinna“ Smith (Leadgitarre) und wurde später die Begleitband für Niney the Observer.

## Veröffentlichung und Promotion
Sun Is Shining erschien erstmals auf einer Promo-Single, mit der B-Seite Run for Cover, auf einer 7″-Schallplatte im Jahr 1970 in Jamaika. Die Single erschien unter dem Musiklabel Tuff Gong. Im selben Jahr erschien in Jamaika unter demselben Label eine offizielle 7″-Single zu Run for Cover, mit Sun Is Shining als B-Seite. Im Juli 1971 erschien Sun Is Shining als Teil von Marleys zweitem Studioalbum Soul Revolution Part II. Die Veröffentlichung erfolgte im Original durch das Musiklabel Upsetter Records. Verlegt wurde das Stück durch die Originalverlage Blackwell Fuller Music Publishing und Fifty Six Hope Road Music sowie die Sub-Verleger Blue Mountain Music und Kobalt Music. Am 27. Juli 1972 erschien das Lied ebenfalls als Teil von Marleys dritten Studioalbum African Herbsman. 1972 erschien Sun Is Shining auch als B-Seite von Concrete Jungle durch Tuff Gong in Jamaika.

## Inhalt
Der Liedtext zu Sun Is Shining ist in englischer Sprache verfasst. Der Titel bedeutet ins Deutsche übersetzt so viel wie „Die Sonne scheint“. Die Musik und der Text wurden von Marley selbst geschrieben beziehungsweise komponiert. Musikalisch bewegt sich das Lied im Bereich des Reggaes. Das Tempo beträgt 73 Schläge pro Minute. Die Tonart ist d-Moll. Marley selbst gab an, dass er hierzu durch das Lied Eleanor Rigby von der britischen Beatband The Beatles inspiriert wurde.
Aufgebaut ist das Lied auf zwei Strophen, einem Refrain sowie einem Outro. Es beginnt zunächst mit einem sogenannten „Pre-Chorus“ an dem sich direkt der Refrain anschließt. Nach dem ersten Refrain erfolgt die erste Strophe. An die erste Strophe schließen sich erneut der Pre-Chorus und der Refrain an. Nach dem zweiten Refrain folgt die zweite Strophe, ehe das Lied mit dem Outro „Sun is shining and the weather is sweet. Sun is shining.“ (englisch für „Die Sonne scheint und das Wetter ist schön. Die Sonne scheint.“) endet.
| „(Monday morning) here I am. Want you to know just if you can. (Tuesday evening) where I stand. (Wednesday morning) Tell myself a new day is rising. (Thursday evening) get on the rise. A new day is dawning. (Friday morning) here I am. (Saturday evening) want you to know just. Want you to know just where I stand.“ – Refrain, Originalauszug | „(Montagmorgen) Ich bin da. Ich möchte, dass du es nur weißt, wenn du kannst. (Dienstagabend) Wo ich stehe. (Mittwochmorgen) Sage mir selbst, ein neuer Tag beginnt. (Donnerstagabend) Auf dem Vormarsch. Ein neuer Tag bricht an. (Freitagmorgen) Ich bin da. (Samstagabend) Möchte nur das du weißt. Möchte nur das du weißt wo ich stehe.“ – Refrain, Übersetzung |

## Mitwirkende
| Liedproduktion - Bob Marley: Gesang - Peter Tosh: Melodica - Carlton „Santa“ Davis: Schlagzeug - George „Fully“ Fullwood: E-Bass - Tony Chin: Rhythmusgitarre - Cleon Douglas/Earl „Chinna“ Smith: Leadgitarre - Lee Perry: Musikproduzent - Errol Thompson: Toningenieur | Unternehmen - Blackwell Fuller Music Publishing: Verlag - Blue Mountain Music: Sub-Verlag - Fifty Six Hope Road Music: Verlag - Kobalt Music: Sub-Verlag - Randy’s Studio: Tonstudio - Tuff Gong: Musiklabel - Upsetter Records: Musiklabel |

## Rezensionen
Das Rolling Stone platzierte Sun Is Shining, während einer internen Top-50-Rangliste bezüglich der „größten Songs von Bob Marley“, auf Rang 19. Während einer Kurzbeschreibung des Titels bezeichneten die Autoren das Stück als „Highlight“ von Soul Revolution Part II.

## Chartplatzierungen
Sun Is Shining erreichte im Zuge der Veröffentlichung von der Kompilation Africa Unite: The Singles Collection in der Chartausgabe vom 26. November 2005 erstmals die britischen Singlecharts. Da das Stück nie als Single erschien, konnte es sich aufgrund von hohen Einzeldownloadzahlen in den Charts platzieren. Sun Is Shining platzierte sich eine Woche in den britischen Singlecharts und erreichte dabei Rang 54. Es wurde zu Marleys 22. Charterfolg in den britischen Singlecharts.
| ChartsChartplatzierungen     | Höchstplatzierung | Wochen |
| ---------------------------- | ----------------- | ------ |
| Vereinigtes Königreich (OCC) | 54 (1 Wo.)        | 1      |

## Sun Is Shining (Version ’77)

### Entstehung und Veröffentlichung
1977 nahm Marley – gemeinsam mit seiner Band – das Stück neu unter dem Titel Sun Is Shining (Version ’77) auf. Marley ist hierbei nach wie vor alleiniger Urheber. Die Produktion erfolgte durch Marley und seine Band, als ausführender Produzent erfolgte der Brite Chris Blackwell. Die Abmischung erfolgte unter der Leitung von Robert Ash und Blackwell. Als Tontechniker fungierten Alex Sadkin und Karl Pitterson, unter der Mithilfe von Terry Barham. Für die Instrumentation waren Marley und Band verantwortlich. Neben dem Hauptgesang von Marley sind im Hintergrund die Stimmen des Gesangtrios I-Threes (bestehend aus: Marcia Griffiths, Judy Mowatt und Rita Marley) zu hören.
Sun Is Shining (Version ’77) erschien am 23. März 1978 als Teil von Marleys neuntem Studioalbum Kaya. Die Veröffentlichung erfolgte unter anderem durch die Musiklabels Island Records und Tuff Gong. Im selben Jahr erschien das Stück durch Island Records als B-Seite der 7″-Single Kaya in Spanien. Am 14. November 2005 erschien diese Version als limitierte 7″-Single im Vereinigten Königreich. Die Veröffentlichung erfolgte durch Island Records und Tuff Gong und beinhaltete das Lied Jammin’ als B-Seite. Bei der B-Seite handelt es sich um einen Konzertmitschnitt aus dem Rainbow Theatre vom 4. Juni 1977 und erschien ursprünglich auf der „Deluxe Version“ von Marleys achtem Studioalbum Exodus. Das Rolling-Stone-Magazin betitelte das Stück als „harmlosen Frohsinn“.

### Mitwirkende
| Liedproduktion - Al Anderson: Musikproduzent - Robert Ash: Abmischung - Terry Barham: Tontechnik-Assistenz - Aston Barrett: Bassgitarre, Musikproduzent, Perkussion - Carlton Barrett: Musikproduzent, Perkussion, Schlagzeug - Chris Blackwell: Abmischung, Ausführender Produzent - Glen Da Costa: Trompete - Tyrone Downie: Keyboard, Musikproduzent, Perkussion - Vin Gordon: Saxophon - I-Threes: Begleitgesang - Earl Lindo: Musikproduzent - David Madden: Trompete - Bob Marley: Akustische Gitarre, Gesang, Komponist, Liedtexter, Musikproduzent, Perkussion, Rhythmusgitarrist - Julian Marvin: Gitarre, Musikproduzent - Alvin Patterson: Musikproduzent, Perkussion - Karl Pitterson: Tontechniker - Alex Sadkin: Tontechniker | Unternehmen - Island Records: Musiklabel - Tuff Gong: Musiklabel |

## Sun Is Shining (Funkstar De Luxe Remix)

### Entstehung und Veröffentlichung
1999 tätigte der dänische DJ Funkstar De Luxe eine offizielle Remixversion zur 1977er Version von Sun Is Shining. Marley ist hierbei nach wie vor alleiniger Urheber, als sogenannte „Spezialtextdichter“ treten Nathanael Gerald Beausivoir und Didier Morville in Erscheinung. Als Produzenten sind wieder Marley, seine Band und Perry angegeben. Die neue Abmischung erfolgte unter der Leitung von Funkstar De Luxe. Im Vergleich zum Original handelt es sich hierbei nicht mehr um eine Reggae-Nummer, sondern um einen House-Titel. Das Stück erschien zunächst als Single am 13. September 1999 durch Club Tools. Verlegt wurde das Stück durch die Originalverlage Because Edition, Blackwell Fuller Music Publishing und Fifty Six Hope Road Music sowie die Sub-Verleger Blue Mountain Music, Kobalt Music und den Rückbank Musikverlag. Auf dem Frontcover der Maxi-Single ist – neben Künstlerangabe und Liedtitel – das Gesicht von Marley zu sehen. Die Single erschien weltweit in diversen verschiedenen Ausführungen, die sich durch die Anzahl und der Auswahl ihrer B-Seiten unterscheiden. Unter den B-Seiten finden sich lediglich weitere Remixversionen zu Sun Is Shining wieder, darunter von namhaften Künstlern wie die des deutschen DJs atb. Am 27. November 2000 erschien die Remixversion auf dem Debütalbum Keep on Moving (It’s Too Funky in Here) von Funkstar De Luxe. Zur Originalversion von Sun Is Shining (Funkstar De Luxe Remix) erschien auch ein von Niels Birkemose gedrehtes Musikvideo im Oktober 1999. Das Musikvideo zeigt zum einen Alltagsszenen von jamaikanischen Menschen und zum anderen sieht man Funkstar De Luxe, der auf dem Weg zu einem Auftritt ist und auflegt. Bis heute zählt das Musikvideo über zwei Millionen Aufrufe bei YouTube (Stand: August 2020).
Am 19. Januar 2004 wurde die Single mit neuen Remixen erneut in Frankreich aufgelegt. Zum 15-jährigen Jubiläum erschien eine neue Remixsingle in den Niederlanden, mit einem neuen Remix vom niederländischen DJ Funkerman. Am 4. Februar 2015 veröffentlichte Funkstar De Luxe ein zweites Musikvideo zu Sun Is Shining. Das Video wurde von Marc Korn gedreht und zeigt überwiegend eine blonde Frau, die sich an verschiedenen Schauplätzen zu dem Lied bewegt beziehungsweise tanzt.
Remixversionen
- 1999: Sun Is Shining (Alt. Vocal Mix) (Remix von Jonathan Peters)
- 1999: Sun Is Shining (ATB Airplay Mix) (Remix von atb)
- 1999: Sun Is Shining (ATB Club Mix) (Remix von atb)
- 1999: Sun Is Shining (Instrumental) (Remix von Jonathan Peters)
- 1999: Sun Is Shining (J.P.S New York Mix) (Remix von Jonathan Peters)
- 1999: Sun Is Shining (Jonathan Peters Soundfactory Mix) (Remix von Jonathan Peters)
- 1999: Sun Is Shining (Radio De Luxe Edit) (Remix von Funkstar De Luxe)
- 1999: Sun Is Shining (Rainbow Mix) (Remix von Funkstar De Luxe)
- 1999: Sun Is Shining (Funkstar Club Mix) (Remix von Funkstar De Luxe)
- 1999: Sun Is Shining (Messy Boys Remix) (Remix von Messy Boys)
- 1999: Sun Is Shining (The Island Mix-Radio Edit)
- 1999: Sun Is Shining (The Island-Extended Version)
- 2004: Sun Is Shining (Major Boys Remix) (Remix von Major Boys)
- 2004: Sun Is Shining (Original Rainbow Mix)
- 2004: Sun Is Shining (Refractory Remix) (Remix von Refractory)
- 2014: Sun Is Shining (Funkerman 2014 Fame Mix) (Remix von Funkerman)
- 2015: Sun Is Shining (CJ Stone & Milo.NL Radio Edit) (Remix von CJ Stone & Milo.NL)
- 2015: Sun Is Shining (CJ Stone & Milo.NL Remix) (Remix von CJ Stone & Milo.NL)
- 2017: Sun Is Shining (LA Rush Extended Remix) (Remix von LA Rush)
- 2017: Sun Is Shining (Paul Hawkins Extended Deep Remix) (Remix von Paul Hawkins)
- 2017: Sun Is Shining (Pole Folder & Jose Maria Ramon Rework) (Remix von Pole Folder und Jose Maria Ramon)
- 2017: Sun Is Shining (Steve Brian & York Extended Remix) (Remix von York)
- 2019: Sun Is Shining (Firebeatz Extended Remix) (Remix von Firebeatz)
- 2019: Sun Is Shining (Firebeatz Remix) (Remix von Firebeatz)

### Mitwirkende
| Liedproduktion - Al Anderson: Musikproduzent - Aston Barrett: Bassgitarre, Musikproduzent, Perkussion - Carlton Barrett: Musikproduzent, Perkussion, Schlagzeug - Nathanael Gerald Beausivoir: Spezialtextdichter - Glen Da Costa: Trompete - Tyrone Downie: Keyboard, Musikproduzent, Perkussion - Funkstar De Luxe.: Abmischung - Vin Gordon: Saxophon - I-Threes: Begleitgesang - Earl Lindo: Musikproduzent - David Madden: Trompete - Bob Marley: Akustische Gitarre, Gesang, Komponist, Liedtexter, Musikproduzent, Perkussion, Rhythmusgitarrist - Julian Marvin: Gitarre, Musikproduzent - Didier Morville: Spezialtextdichter - Alvin Patterson: Musikproduzent, Perkussion | Artwork - Niels Birkemose: Regisseur (Video 1999) - Marc Korn: Regisseur (Video 2015) Unternehmen - Because Edition: Verlag - Blackwell Fuller Music Publishing: Verlag - Blue Mountain Music: Verlag - Club Tools: Musiklabel - Fifty Six Hope Road Music: Verlag - Kobalt Music: Verlag - Rückbank Musikverlag: Verlag |

### Auszeichnungen
Noch im Jahr seiner Veröffentlichung erhielt Sun Is Shining (Funkstar De Luxe Remix) einen DJ Award in der Kategorie „Track of the Season“.

### Kommerzieller Erfolg

#### Chartplatzierungen
Sun Is Shining (Funkstar De Luxe Remix) erreichte in Deutschland Rang 19 der Singlecharts und konnte sich insgesamt 13 Wochen in den Top 100 platzieren. In Österreich erreichte die Single in neun Chartwochen mit Rang 23 seine höchste Chartnotierung. In der Schweizer Hitparade erreichte Sun Is Shining (Funkstar De Luxe Remix) Platz sieben und konnte sich eine Woche in den Top 10 sowie 21 Wochen in den Charts platzieren. Im Vereinigten Königreich erreichte die Single Rang drei und konnte sich drei Wochen in den Top 10 und 14 Wochen in den Charts platzieren. Die Single verfehlte den Einstieg in die US-amerikanischen Singlecharts, erreichte jedoch die Chartspitze der US Dance Club Songs. Des Weiteren erreichte die Single die Chartspitze in Island.
Sun Is Shining (Funkstar De Luxe Remix) wurde zum 16. Charterfolg in den britischen Singlecharts für Marley sowie zum fünften in Deutschland, vierten in Österreich und nach Could You Be Loved und Iron Lion Zion zum dritten in der Schweiz. Es wurde zu Marleys achten Top-10-Erfolg in den britischen Singlecharts sowie ebenfalls nach Could You Be Loved und Iron Lion Zion zum dritten in der Schweiz. Funkstar De Luxe erreichte hiermit erstmals die weltweiten Singlecharts.
| ChartsChartplatzierungen     | Höchstplatzierung | Wochen |
| ---------------------------- | ----------------- | ------ |
| Deutschland (GfK)            | 19 (13 Wo.)       | 13     |
| Österreich (Ö3)              | 23 (9 Wo.)        | 9      |
| Schweiz (IFPI)               | 7 (21 Wo.)        | 21     |
| Vereinigtes Königreich (OCC) | 3 (14 Wo.)        | 14     |

#### Auszeichnungen für Musikverkäufe
Sun Is Shining (Funkstar De Luxe Remix) erhielt unter anderem eine Silberne Schallplatte im Jahr seiner Veröffentlichung im Vereinigten Königreich. Insgesamt erhielt die Single zweimal Silber und dreimal Gold für über 495.000 verkaufter Exemplare.

| Land/Region                  | Auszeichnungen für Musikverkäufe (Land/Region, Auszeichnung, Verkäufe) | Verkäufe |
| ---------------------------- | ---------------------------------------------------------------------- | -------- |
| Belgien (BRMA)               | Gold                                                                   | 25.000   |
| Frankreich (SNEP)            | Silber                                                                 | 125.000  |
| Neuseeland (RMNZ)            | Gold                                                                   | 5.000    |
| Schweden (IFPI)              | Gold                                                                   | 15.000   |
| Vereinigtes Königreich (BPI) | Silber                                                                 | 200.000  |
| Insgesamt                    | 2× Silber · 3× Gold ·                                                  | 370.000  |

## Sun Is Shining (Robin Schulz Remix)

### Entstehung und Veröffentlichung
Bei Sun Is Shining (Robin Schulz Remix) handelt es sich um eine Remixversion des deutschen DJs Robin Schulz vom gleichnamigen Original Sun Is Shining. Der alleinige Urheber ist Bob Marley, womit nichts an der Komposition oder dem Text verändert wurde. Als Toningenieure fungierten hierbei Daniel Deimann sowie das Produzententrio Junkx (bestehend aus: Dennis Bierbrodt, Jürgen Dohr und Guido Kramer). Zusammen mit Schulz waren Deimann und Junkx auch für die Instrumentation und die Programmierung verantwortlich. Musikalisch bewegt sich diese Remixversion im Bereich des House.
Die Erstveröffentlichung von Sun Is Shining (Robin Schulz Remix) erfolgte als Single, zum Download und Streaming, am 17. Juli 2020. Die Veröffentlichung erfolgte als Einzeltrack durch das Musiklabel Island Records. Der Vertrieb erfolgte durch Universal Music Publishing. Auf dem Frontcover der Single ist – neben Künstlerangabe und Liedtitel – ein schwarz-weiß Porträt von Marley, beim Gitarre spielen, zu sehen. Zwei Wochen nach der Singleveröffentlichung feierte ein offizielles Lyrikvideo seine Premiere auf YouTube. In diesem sind, wie typischerweise für solche Videos, immer die aktuell besungenen Liedzeilen im Vordergrund zu sehen sind. Die Animationen im Hintergrund orientieren sich überwiegend an Naturaufnahmen. Erstellt wurde das Video von Nics.

### Mitwirkende
| Liedproduktion - Daniel Deimann: Keyboard, Programmierung, Toningenieur - Junkx: Keyboard, Programmierung, Toningenieur - Bob Marley: Komponist, Liedtexter - Robin Schulz: Abmischung, Keyboard, Programmierung | Unternehmen - Island Records: Musiklabel - Universal Music Publishing: Vertrieb |

### Chartplatzierungen
Sun Is Shining (Robin Schulz Remix) erreichte Rang 91 der Schweizer Hitparade und platzierte sich eine Woche in ebendieser. Ein Charteintritt in die offiziellen Singlecharts in Deutschland und Österreich blieb der Single verwehrt. In Deutschland konnte sich Sun Is Shining (Robin Schulz Remix) jedoch auf Rang zwei der Single-Trend-Charts vom 24. Juli 2020 platzieren sowie auf Rang elf der Downloadcharts vom 28. Juli 2020. Darüber hinaus konnte sich das Lied mehrere Wochen in den deutschen iTunes-Tagesauswertungen platzieren und erreichte mit Rang fünf seine höchste Chartnotierung am 19. Juli 2020. Für Schulz als Interpret ist dies der 20. Charterfolg in der Schweiz. Marley erreichte als Interpret hiermit zum achten Mal die Schweizer Hitparade.
| ChartsChartplatzierungen | Höchstplatzierung | Wochen |
| ------------------------ | ----------------- | ------ |
| Schweiz (IFPI)           | 91 (1 Wo.)        | 1      |

## Weitere Coverversionen und Samples (Auswahl)
| Coverversionen - 1996: DJ Krush & Toshinori Kondō - 1997: Black Uhuru - 2001: Tribo De Jah (Sol no céu) - 2007: Yanou - 2009: Bebel Gilberto - 2015: Caribbean Dandee | Samples - 1997: Finley Quaye (Sunday Shining) - 2001: Seeed (Top of the City) - 2007: The Aggrovators (Dub Is Shining) - 2007: Mos Def (Summertime) - 2007: Redman feat. Ready Roc & Method Man (Blow Treez) - 2010: Shyne feat. The Notorious B.I.G. & Bob Marley (Belize) |